# 作州城東屋敷
作州城東屋敷（さくしゅうじょうとうやしき）とは、岡山県津山市城東地区に整備された、江戸時代の町家を再現した建物である。1993年に、津山市が観光客の休憩所や町並み保存運動の研修などに活用する目的で建設した。施設内には、木造2階建ての町家とだんじり展示館、消防機庫などがある。

## 沿革
旧出雲街道に沿った城東町並み保存地区では、江戸時代の町家が多く残っているが、観光客誘致や町並み保存を目的として、1993年に江戸時代の商屋の建物を新築して作州城東屋敷をオープンした。町家建築の粋を凝らした建物となっており、威風堂々とした大屋根、なまこ壁、出格子窓、焼き杉で外観が構成されている。内観は、クリの柱に天井のはりは松。漆喰の白い壁と黒い木材のコントラストで江戸時代の雰囲気を味わえる。また、箱階段や10畳の屋敷と60畳の大広間がある。
2023年（令和5年）1月1日から3月31日まで休館して改修を実施。同年4月から建物の一部を民間事業者に有料で貸し出すことになった。

## 施設概要
1993年4月に津山市が整備。木造一部二階建（延べ約345平方メートル）漆喰なまこ壁、出格子窓、焼杉板の外観。高くそびえ立つ火の見櫓がある。入口は引き上げ戸、たたきの土間と板の間、箱階段があり、江戸時代の町家の風情が再現されている。
- 開館 9:00〜17:00（入館は16:30まで）
- 休館 水曜日（祝日の場合は翌日）12月29日〜1月3日
- 入館料 無料

### 町家複合施設
なまこ壁、出格子窓、「つし二階」と呼ばれる屋根裏部屋、整理箱と階段を兼ねた箱階段がある。大広間（60畳）には地元津山市勝間田町生まれの画家河野磐が描いた襖絵がある。

### だんじり展示館
岡山県指定有形民俗文化財になっているだんじりは28台で、地元町内会のだんじり4台が常設展示されている。

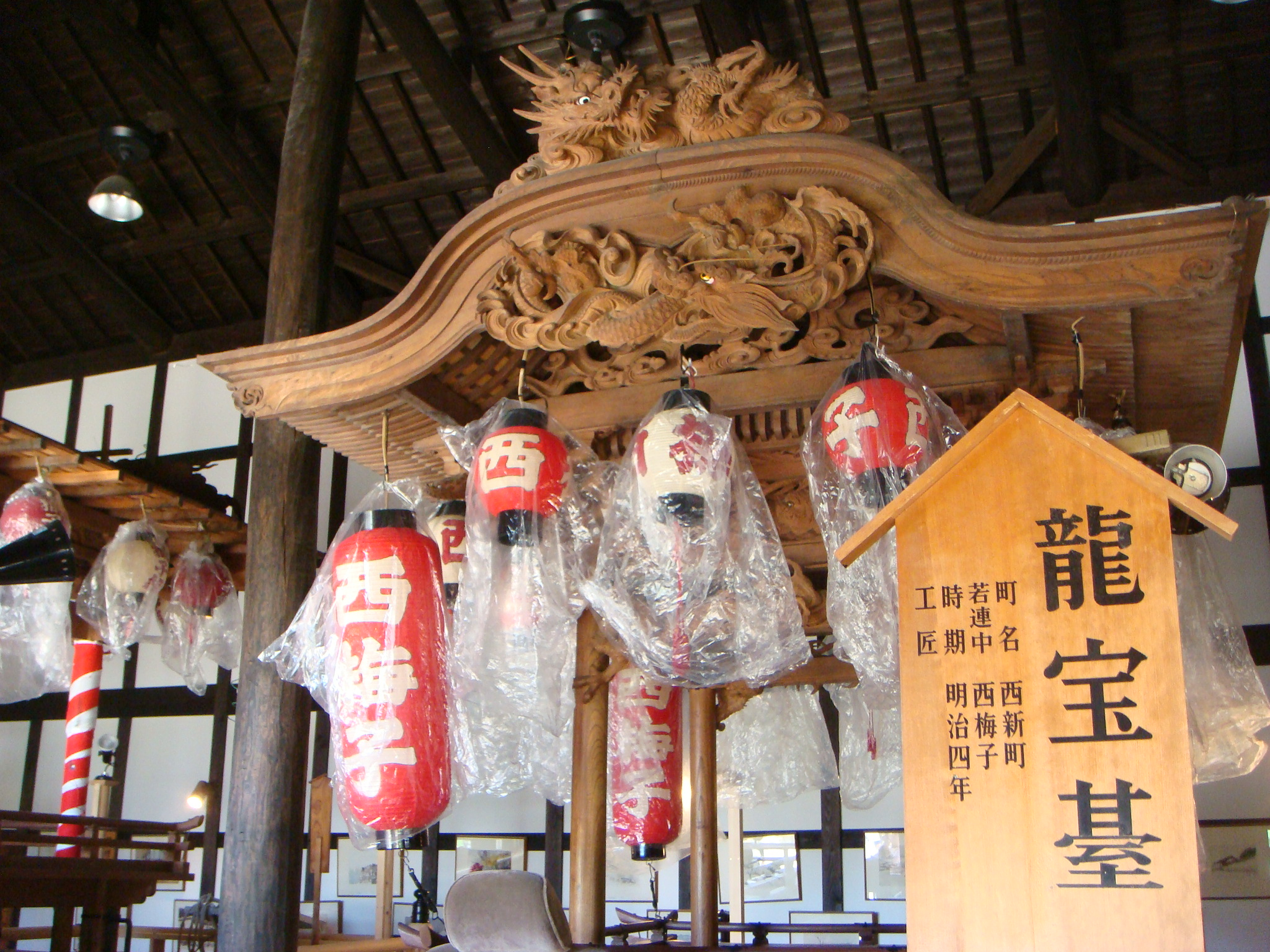
西新町「龍宝臺」
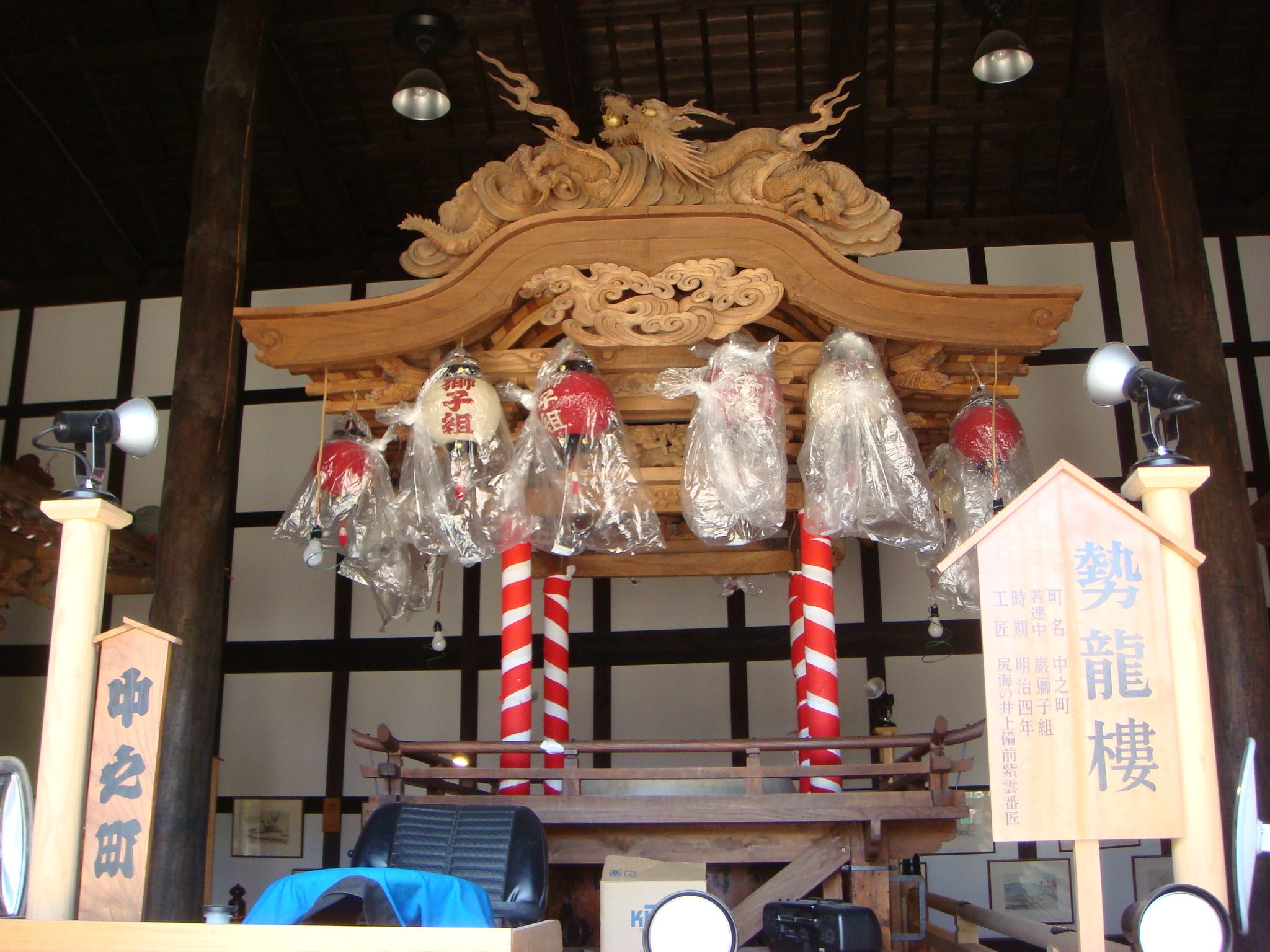
中之町「勢龍樓」
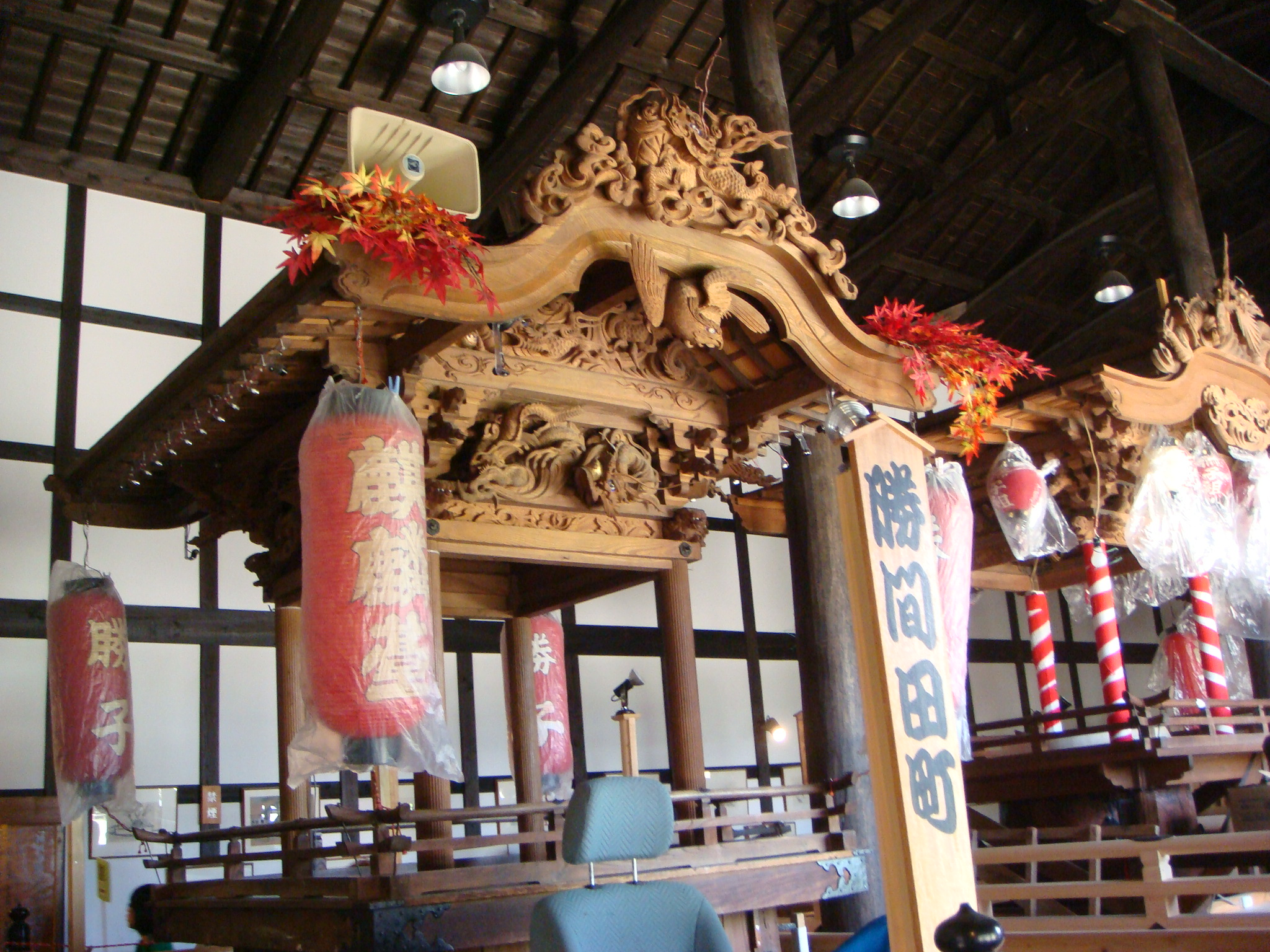
勝間田町「麒麟臺」
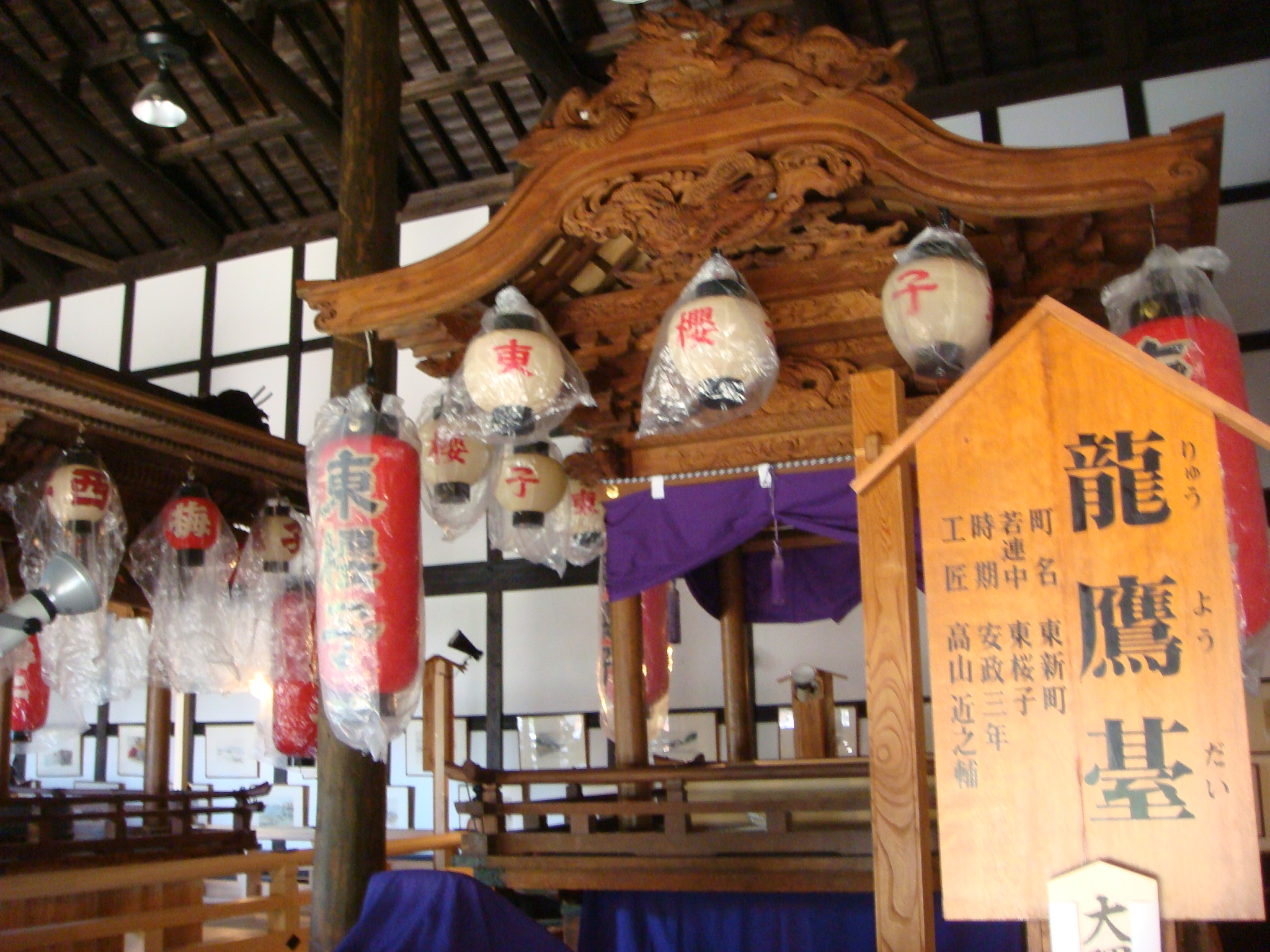
東新町「龍鷹臺」

- 西新町「龍宝臺」
- 中之町「勢龍樓」
- 勝間田町「麒麟臺」
- 東新町「龍鷹臺」

### その他
- 屋外お手洗
- 消防機庫

## ロケ地として利用した作品

### 映画
- 男はつらいよ 寅次郎紅の花（48作目）[8]。

## アクセス
- 住所 〒708-0834 岡山県津山市中之町19
- アクセス 姫新線津山駅から徒歩15分